# Ubexy
Ubexy ist eine französische Gemeinde mit 169 Einwohnern (1. Januar 2022) im Département Vosges in der Region Grand Est (bis 2015 Lothringen). Sie gehört zum Arrondissement Épinal und zum Gemeindeverband Épinal.

## Geografie
Die Gemeinde Ubexy liegt sechs Kilometer südlich der Kleinstadt Charmes und etwa 25 Kilometer nordwestlich von Épinal im Hügelland zwischen Mosel und Madon.
Das 5,02 km² umfassende Gemeindegebiet umfasst einen Abschnitt des Madon-Nebenflusses Colon und das westlich des Colon ansteigende Hügelland. In einem windgeschützten Seitental des Colon liegt das Dorf Ubexy. Von Südwesten kommend münden kleinere Flussläufe wie der Ruisseau de la Tarpe in den Colon; von Osten strömt der Colmé dem Colon zu. Im Nordosten greift das Gemeindegebiet weit aus und reicht bis auf wenige hundert Meter an den Canal des Vosges heran, der hier die Mosel begleitet. Die Hügel im Westen und Südwesten der Gemeinde sind bewaldet (Bois du Haut, Rougie, Bois de la Xatelle), im äußersten Westen liegt mit dem 410 m hohen Haut des Angles der höchste Punkt der Gemeinde Ubexy. Zu Ubexy gehört der Ortsteil Dommartin. Nachbargemeinden von Ubexy sind Brantigny im Norden, Charmes und Vincey im Nordosten, Évaux-et-Ménil im Osten, Varmonzey im Süden, Rapey im Südwesten, Bouxurulles im Westen sowie Rugney im Nordwesten.

## Geschichte

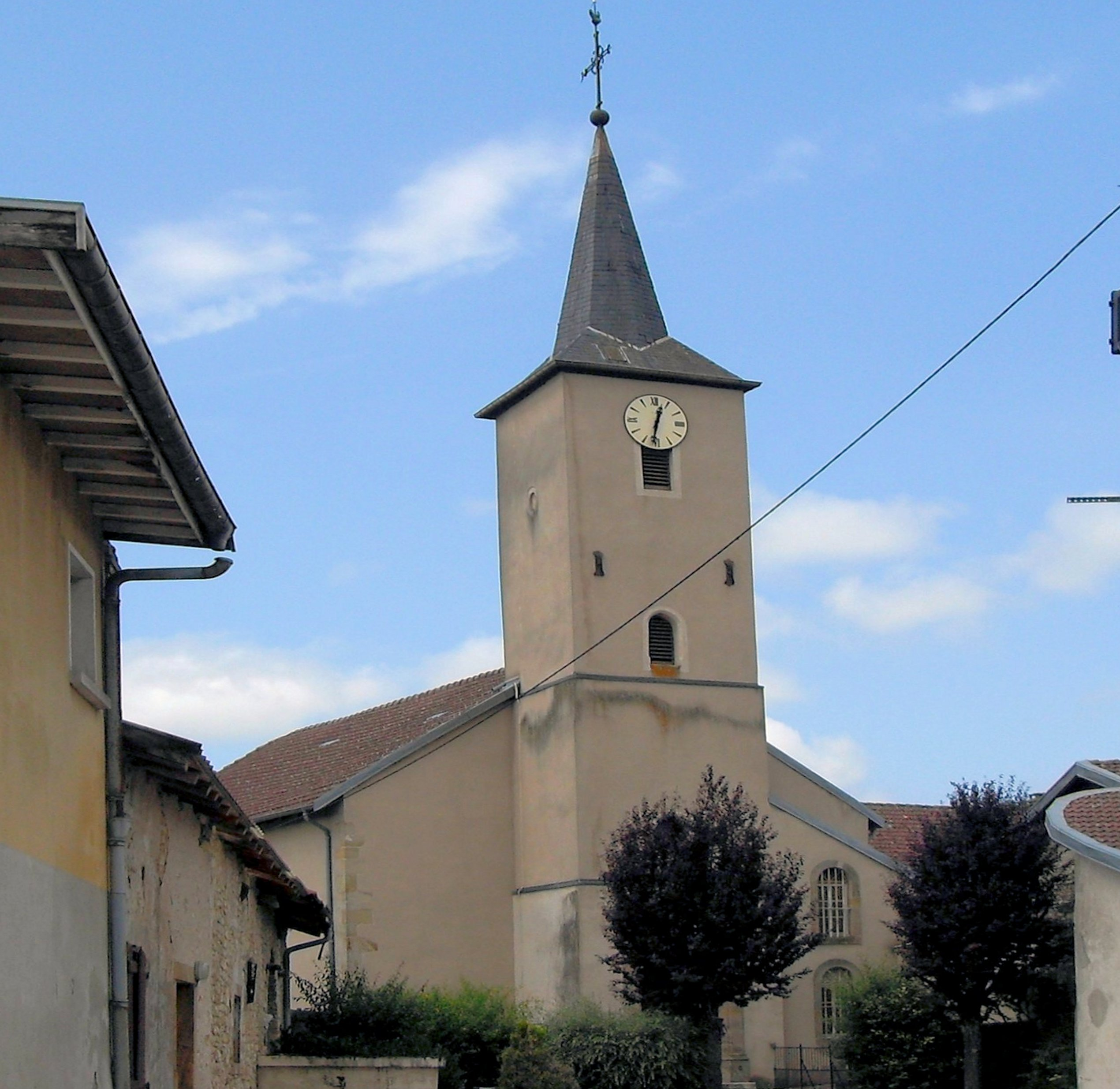
Kirche St. Martin

Ubexy tauchte 1354 erstmals in einer Urkunde als Ubexei auf. Das Dorf war damals Teil der Bailliage Charmes und Sitz einer kleinen Herrschaft, die auch die Dörfer Rapey, Dommartin-sur-Colmey und Teile von Bettegney-Saint-Brice umfasste. Die Bewohner gehörten bis 1690 zur Pfarrei in Dommartin-sur-Colmey, dem heutigen Ortsteil Dommartin, dessen Kirche aber schon längst nicht mehr existiert; danach gehörten die Einwohner von Ubexy zur Pfarrei des Nachbardorfes Brantigny. 1788, am Vorabend der Französischen Revolution, wurde schließlich mit St. Martin eine eigene Pfarrkirche in Ubexy errichtet.

### Zisterzienserinnen-Abtei
Im Jahr 1841 gründeten Nonnen des Zisterzienserordens der strengeren Observanz nahe einer Burg aus dem 13. Jahrhundert im Westen des Dorfes Ubexy das Kloster Notre-Dame de Saint-Joseph. In den 1970er Jahren lebten noch 60 Nonnen im Kloster. Die noch verbliebenen zwölf Bewohnerinnen gaben das Kloster Ende 2012 auf und zogen in das Trappistinnen-Kloster Igny im Département Marne um.

Klosterkirche Notre-Dame de Saint-Joseph
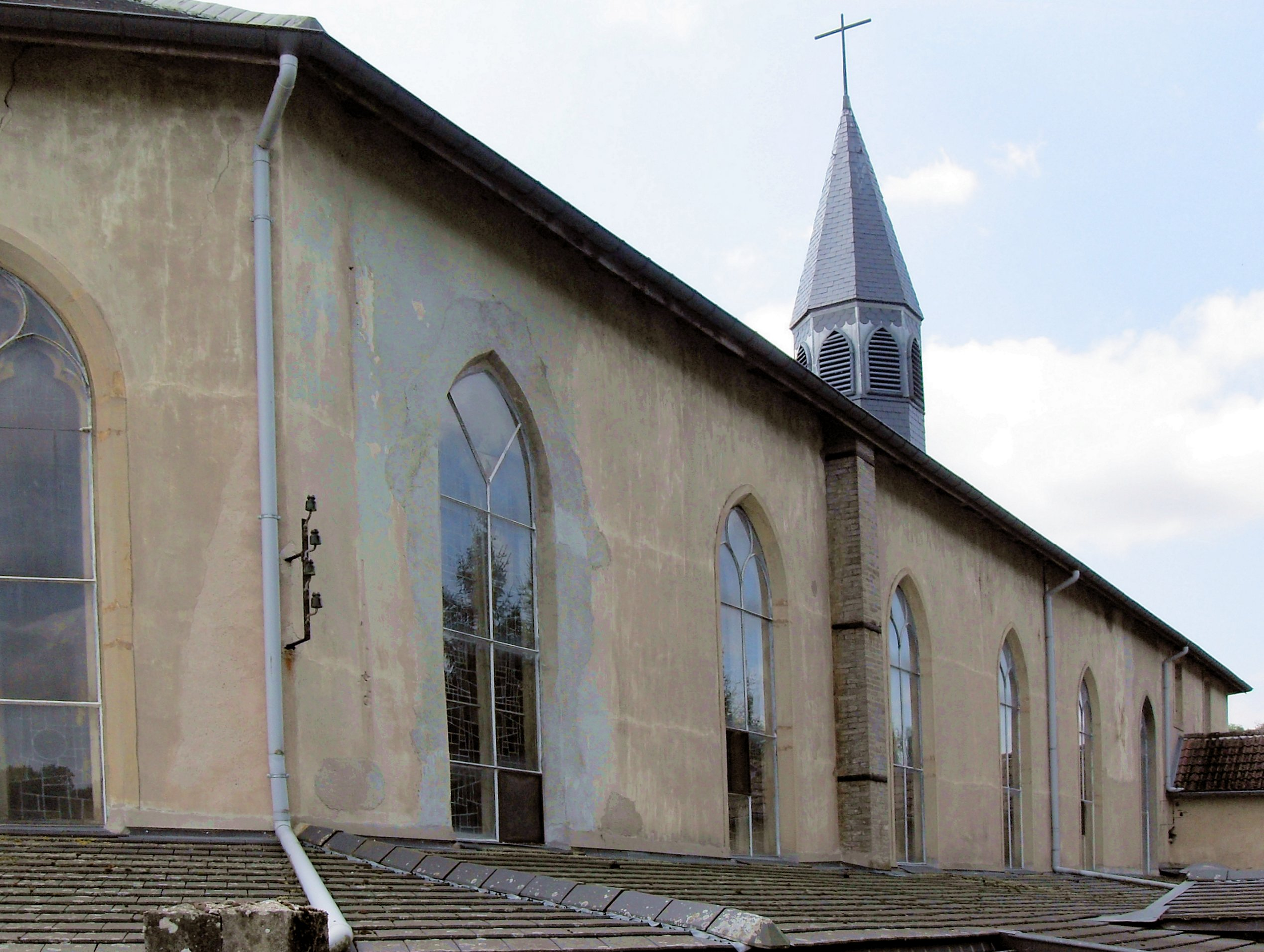
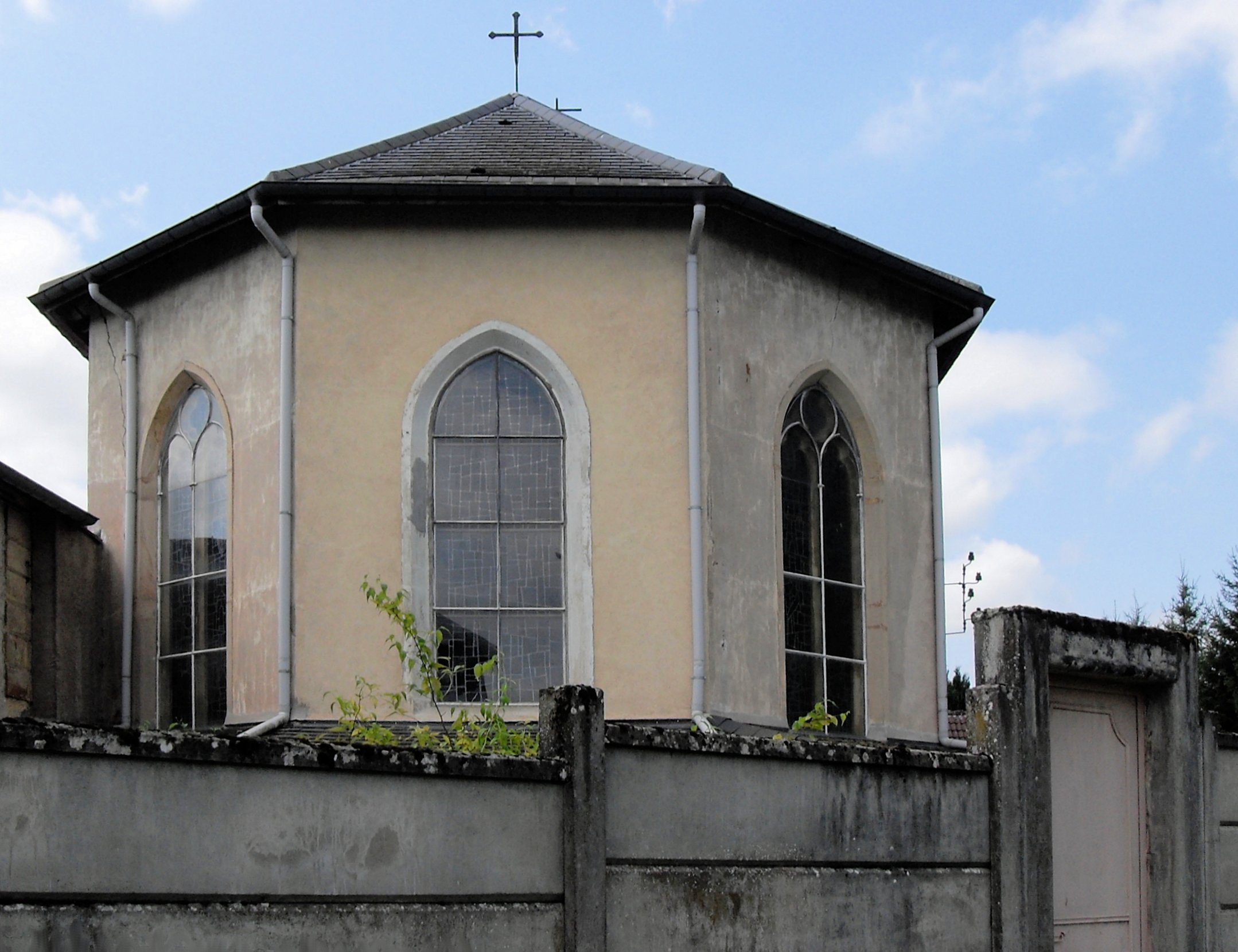

### Bevölkerungsentwicklung
| Jahr                       | 1962 | 1968 | 1975 | 1982 | 1990 | 1999 | 2006 | 2014 | 2022 |
| -------------------------- | ---- | ---- | ---- | ---- | ---- | ---- | ---- | ---- | ---- |
| Einwohner                  | 203  | 300  | 174  | 207  | 212  | 199  | 171  | 172  | 169  |
| Quellen: Cassini und INSEE |      |      |      |      |      |      |      |      |      |

Ubexy gehört zu den kleineren Gemeinden des Départements Vosges. Nachdem zu Beginn des 19. Jahrhunderts noch über 400 Personen gezählt wurden, nahm die Bevölkerungszahl später stetig ab und unterschritt 1891 die 300-Einwohner-Marke. Diese wurde danach nicht wieder erreicht. Im Jahr 1806 wurde mit 432 Bewohnern die bisher höchste Einwohnerzahl ermittelt. Die Zahlen basieren auf den Daten von cassini.ehess und INSEE.

## Wirtschaft und Infrastruktur

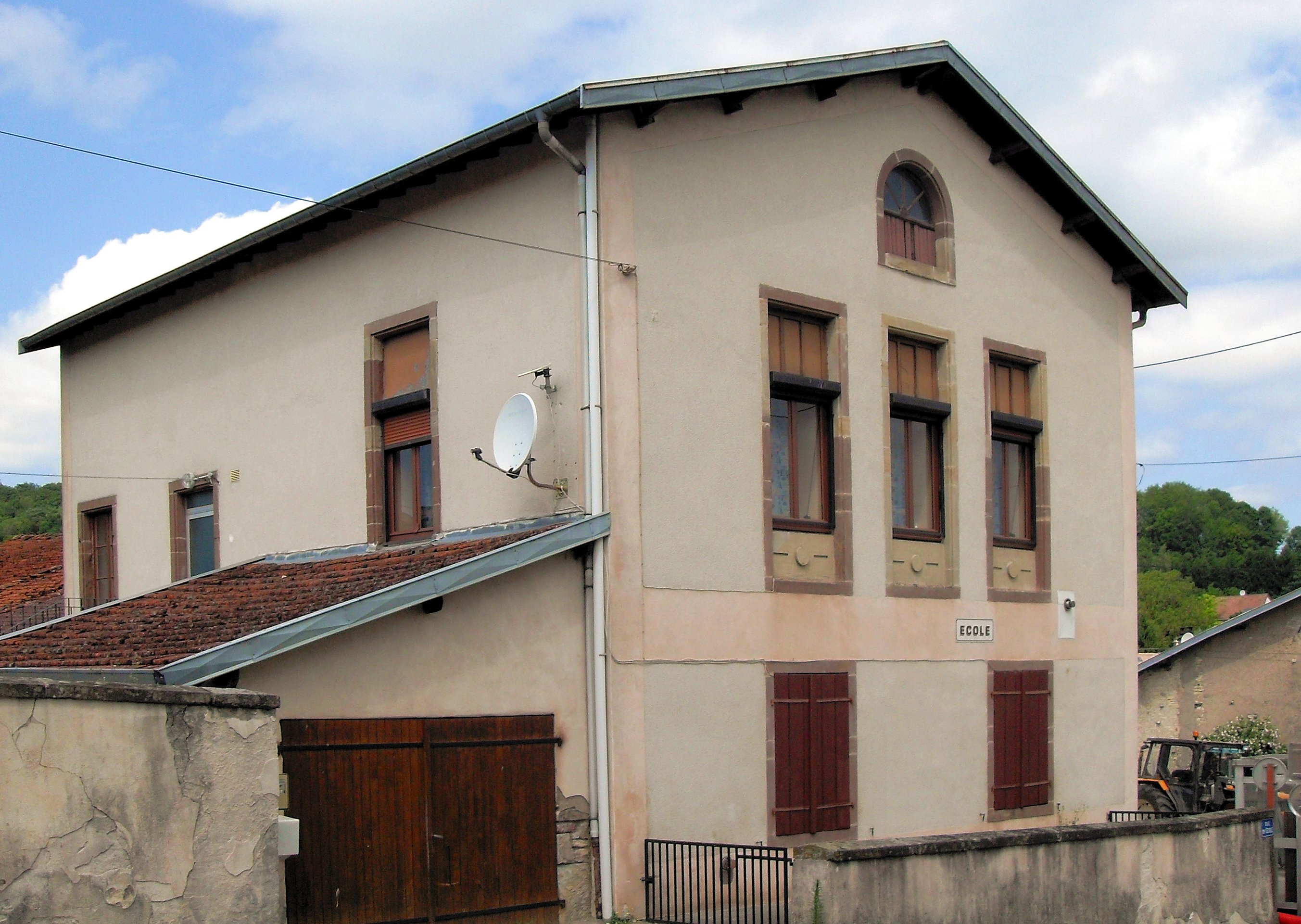
Grundschule Ubexy

Die Gemeinde hat als Grundschulstandort trotz ihrer geringen Größe die Funktion eines kleinen Zentrums für die noch kleineren Gemeinden der unmittelbaren Umgebung. Neben der Schule gibt es in Ubexy Einkaufsmöglichkeiten und kleine Dienstleistungsbetriebe. Auch die Landwirtschaft ist eine wichtige Einnahmequelle der Bewohner. In Ubexy sind sechs Landwirtschaftsbetriebe ansässig (vorwiegend Rinderzucht).
cassini.ehesscassini.ehess
Ubexy liegt an der Fernstraße von Charmes nach Dompaire. Weitere Straßenverbindungen bestehen nach Bouxurulles und Varmonzey und Vincey. Die zweispurige Route nationale 57 von Nancy nach Épinal führt durch den Nordosten des Gemeindegebietes. Der sechs Kilometer von Ubexy entfernte Haltepunkt in Vincey liegt an der dem Moseltal folgenden Bahnlinie Nancy-Épinal-Remiremont, die vom Unternehmen TER Lorraine betrieben wird.

## Belege
1. ↑  Ubexy. (Memento des Originals vom 7. Oktober 2013 im Internet Archive; PDF; 111 kB)  Info: Der Archivlink wurde automatisch eingesetzt und noch nicht geprüft. Bitte prüfe Original- und Archivlink gemäß Anleitung und entferne dann diesen Hinweis. vosges-archives.com (französisch)
2. ↑  Abschied vom Kloster in Ubexy. vosgesmatin.fr (französisch)
3. ↑  Ubexy auf cassini.ehess
4. ↑  Ubexy auf insee.fr
5. ↑  Landwirtschaftsbetriebe auf annuaire-mairie.fr (französisch)